# ثنائي ميثيل ثنائي ثيوكربامات

التركيب الكيميائي لثنائي ميثيل ثنائي ثيوكربامات الأمونيوم.

ثنائي ميثيل ثنائي ثيوكربامات هو أنيون الكبريت العضوي بالصيغة (CH3) 2NCS2−. إنها واحدة من أبسط ثنائي الكربامات العضوي.

## استخدامات

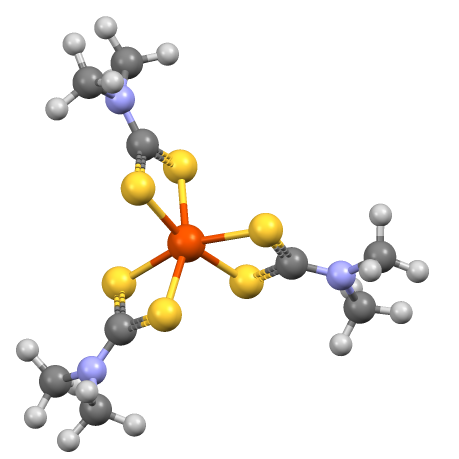
تريس الحديد (ديميثيلديثيوكاربامات) (Fe (S2CNMe2) 3) هو توضيح لمئات من مجمعات ديثيوكاربامات المعروفة.

وهو أحد مكونات العديد من المبيدات الحشرية والمواد الكيميائية للمطاط في شكل أملاحه ثنائي ميثيلديثيوكاربامات الصوديوم، وديميثيلديثيوكاربامات البوتاسيوم بالإضافة إلى مجمعاته الزنك ديميثيلديثيوكاربامات، وديميثيلديثيوكاربامات الحديديك، ونيكل ثنائي (ديميثيلديثيوكاربامات). الأكسدة تعطي أنيون الثيرام.